# Andreaea flabellata
Andreaea flabellata är en bladmossart som beskrevs av C. Müller 1883. Andreaea flabellata ingår i släktet sotmossor, och familjen Andreaeaceae. Inga underarter finns listade i Catalogue of Life.